# Kingdom Hearts II
Kingdom Hearts II (キングダム ハーツII, Kingudamu Hātsu Tsū) é um jogo de RPG de ação desenvolvido pela Square Enix e distribuído pela Square Enix e Buena Vista Games (agora Disney Interactive Studios) em 2005 para a consola de video jogos da Sony, a PlayStation 2. Kingdom Hearts II é a sequência de Kingdom Hearts, jogo de 2002 entre a Disney Interactive Studios e a Squaresoft, que combinaram elementos da Disney e da Square num RPG de acção.
O jogo foi aclamado pela crítica, pois ganhou vários prêmios após o lançamento, recebendo elogios da crítica por sua história, jogabilidade, personagens, melhorias gráficas e desde então tem sido citado como um dos maiores jogos de todos os tempos. No Japão e na América do Norte, vendeu mais de um milhão de cópias semanas após seu lançamento, com mais de quatro milhões em todo o mundo em abril de 2007.

## Jogabilidade

Sora luta com Sephiroth em Radiant Garden. O jogador usa o menu no canto inferior esquerdo da tela para controlar as ações de Sora e pode monitorar os medidores de HP e MP de Sora no canto inferior direito.

A jogabilidade de Kingdom Hearts II é semelhante à jogabilidade de RPG de ação e hack and slash do primeiro jogo Kingdom Hearts, embora os desenvolvedores tenham feito um esforço para resolver algumas das reclamações de bugs da câmera com o jogo anterior.
O jogador controla Sora diretamente de um ângulo de câmera em terceira pessoa, embora a perspectiva em primeira pessoa esteja disponível por meio do botão Select. A maior parte da jogabilidade ocorre em mapas de campo interconectados onde as batalhas acontecem. O jogo é conduzido por uma progressão linear de um evento de história para o próximo, geralmente contado por meio de cutscenes, embora existam inúmeras missões secundárias disponíveis que fornecem bônus aos personagens.

## Desenvolvimento
Havia rumores que Kingdom Hearts II: Final Mix seria lançado há algum tempo no meio-final de 2006. Apesar de Tetsuya Nomura não ter confirmado o seu desenvolvimento, ele afirmou que, se uma versão Final Mix estava a ser criada para outros países, ele iria usar um "trunfo".
Scans da revista mostram vídeos e artigos em inúmeros sites na semana que antecedeu o jogo do lançamento. Abrangiam cenas adicionais envolvendo as três entidades misteriosas blindadas no final secreto do Kingdom Hearts II. Mais recentes screenshots mostram um destes três em combate com o Sora, Donald e Pateta. O ser, chamado Terra apelidado no jogo como Soldado Enigmático ou Enigmatic Warrior por muitos fãs (referenciando um chefe secreto de Kingdom Hearts: Final Mix, de Xemnas), é um chefe secreto com uma enorme quantidade de HP. A visualização vídeos também indicam que lutar contra Roxas, será possível, embora o contexto do duelo é desconhecido. Praça revelou igualmente que cada membro da Organização XIII pode ser enfrentado em uma área secreta de Hollow Bastion, e lutar independentemente do enredo.
Em Setembro de 2006, Kingdom Hearts II: Final Mix foi finalmente anunciado, juntamente com Re: Chain of Memories, um remake para Playstation 2  de Chain of Memories, completo com 3-D e renderização deliberando voz. Os dois seriam embalados em conjunto, criando Kingdom Hearts II: Final Mix+.

## Lançamento
O remake foi liberado em 29 de março de 2007, batendo em todas as lojas do Japão. Depois foi lançado o remake dublado nos Estados Unidos. O diretor da série Kingdom Hearts, Tetsuya Nomura, já citou, "Os jogos Final Mix são exclusivos apenas aos japonês. Em devido tempo, possam libertar uma Final Mix em outros países, mas Kingdom Hearts Final Mix e Kingdom Hearts II Final Mix + não são a minha escolha."
Uma semana após seu lançamento no Japão, Kingdom Hearts II vendeu um milhão de cópias, vendendo quase 730.000 cópias. O NPD Group informou que Kingdom Hearts II foi o jogo de console mais vendido na América do Norte em março de 2006, com 614.000 cópias. No mês após seu lançamento na América do Norte, Kingdom Hearts II vendeu cerca de um milhão de cópias. GameStop listou o jogo como o título mais vendido no primeiro trimestre de 2006. O jogo também estava no "Top 10 Sellers in 2006" da IGN. Em dezembro de 2006, mais de 3,5 milhões de cópias de Kingdom Hearts II foram enviadas em todo o mundo, com 700.000 em regiões PAL, 1,1 milhão no Japão e 1,7 milhão na América do Norte. Em 31 de março de 2007, a Square Enix havia vendido mais de 4 milhões de unidades em todo o mundo.

## Versões e adaptações

### Kingdom Hearts II: Final Mix+
Kingdom Hearts II: Final Mix+ é um re-lançamento de Kingdom Hearts II, similar a Kingdom Hearts: Final Mix. Lançado no Japão em 29 de março de 2007, ele possui um novo filme secreto, inimigos, itens, cutscenes, habilidades, armas, áreas, texturas retocadas, e uma nova transformação que se assemelha a roupa de Sora em Kingdom Hearts. Ele inclui dois discos: Kingdom Hearts II: Final Mix e Re:Chain of Memories, um remake do jogoKingdom Hearts: Chain of Memories de Game Boy Advance para o PlayStation 2 em 3D com as novas cartas, cutscenes e minigames.

### Mangá
Criado e ilustrado por Shiro Amano, conhecido por trabalhar em adaptações de jogos a mangás, com o conceito original de Tetsuya Nomura, serializado na revista mensal Shounen Gangan e publicado em volumes pela editora Square Enix.
A história do mangá é praticamente a mesma, diferindo somente em algumas partes ao longo da história, algumas vezes contando coisas antes ou depois do determinado no jogo, ou até cenas inéditas que nem aparecem no jogo.
Foi finalizado em agosto de 2015, contando com 10 volumes no total.